# 細尾樹鼩屬
細尾樹鼩屬（學名Dendrogale），樹鼩科的一屬，包括兩種：
- 婆羅洲細尾樹鼩 Dendrogale melanura
- 北細尾樹鼩 Dendrogale murina